# مارلین پرکینز
مارلین پرکینز (انگلیسی: Marlin Perkins؛ ۲۸ مارس ۱۹۰۵ – ۱۴ ژوئن ۱۹۸۶) یک جانورشناس اهل ایالات متحده آمریکا بود. عمده شهرت وی به دلیل اجرای برنامه تلویزیونی Mutual of Omaha's Wild Kingdom از شبکه ان‌بی‌سی آمریکا بود.